# Constantino II da Arménia
Constantino II da Arménia(PE) ou Armênia,(PB) Կոստանդին Բ em arménio, Gosdantin ou Kostantine por transliteração (morto em 1129) foi príncipe arménio da Cilícia por um breve período de tempo 1129, desde a morte do seu pai Teodoro I até ao seu assassinato.
Pouco depois de assumir a liderança do principado foi aprisionado e envenenado. Foi sepultado em Trazarg e sucedido pelo seu tio Leão I, filho do príncipe Constantino I da Arménia.